# Edmond Durtelle de Saint-Sauveur
Edmond Durtelle de Saint-Sauveur, né le 3 mars 1881 à Moisdon-la-Rivière et mort le 5 octobre 1956 est un historien français du droit, professeur de droit de l'université de Rennes.

## Biographie
Il naît le 3 mars 1881 à Moisdon-la-Rivière dans le nord de Pays nantais. Son père, Yves Durtelle de Saint-Sauveur, était du Périgord ; sa mère était de la famille Rubillon du Lattay, une famille de juristes de Rennes.
Ancien élève au lycée Saint-Vincent de Rennes, Edmond Durtelle de Saint-Sauveur étudia le droit à l'Université de Rennes, avant de se mettre rapidement à étudier l'histoire du droit. En 1904, il édita une étude sur les baux à ferme en Bretagne autrefois. Par la suite, il écrivit une thèse sur les droits des propriétaires qui sont devenus orphelins. Il commença à enseigner à l'université d'Alger en 1911, ainsi qu'à l'université du Caire. Il revint à Rennes en 1920, où il passa le reste de sa vie, enseignant le droit à l’université de 1920 à 1953.
Dans son travail d'enseignement comme dans ses enquêtes, il s'intéressa beaucoup à l'histoire de la Bretagne. Il prit également plusieurs charges administratives à l’université, notamment celle de doyen de la section du droit de 1938 à 1941. Sur son temps libre, il était actif dans la société d'archéologie d'Ille-et-Vilaine et la société d'histoire et d'archéologie de Bretagne.
En 1935, il édita Histoire de la Bretagne des origines à nos jours, qui obtint le grand prix Gobert de l'Académie française et fut réédité quatre fois. Il s'agit d'une histoire établie sur les événements, sur les grands événements survenus au fil du temps, et non sur la vie quotidienne des sociétés d'alors comme cela a pu être fait ultérieurement, mais Durtelle de Saint-Sauveur savait regarder de près ses sources et les examiner. Il donna dans son livre une grande place à la Révolution française comme elle a été vécue en Bretagne et à ses suites.
Après l'édition de son Histoire de la Bretagne, Edmond Durtelle de Saint-Sauveur travailla à l'édition d'une Histoire des institutions de la Bretagne avec Marcel Planiol. Il mourut en 1956, avant de terminer ce travail, qui fut fini par Jacques Brejon, également professeur de droit à l'université de Rennes.